# Pearl Jam (Album)
Pearl Jam ist das achte Studioalbum der US-amerikanischen Rockband Pearl Jam. Es erschien im Mai 2006 beim Label J Records/Sony Music. Es war die erste und einzige Veröffentlichung der Band bei diesem Label und die letzte, die über Sony herausgegeben wurde.

## Geschichte
Nach der Vote for Change Tour 2004 begann die Band im November 2004 im Studio X in Seattle, Washington, am Album zu arbeiten. Beendet waren die Arbeiten am Album im Februar 2006. Wie beim Vorgängeralbum Riot Act war erneut Adam Kasper der Produzent.

## Titelliste
1. Life Wasted – 3:54 (Eddie Vedder – Stone Gossard)
2. World Wide Suicide – 3:29 (Eddie Vedder)
3. Comatose – 2:19 (Eddie Vedder – Mike McCready, Stone Gossard)
4. Severed Hand – 4:30 (Eddie Vedder)
5. Marker in the Sand – 4:23 (Eddie Vedder – Mike McCready)
6. Parachutes – 3:36 (Eddie Vedder – Stone Gossard)
7. Unemployable – 3:04 (Eddie Vedder – Matt Cameron, Mike McCready)
8. Big Wave – 2:58 (Eddie Vedder – Jeff Ament)
9. Gone – 4:09 (Eddie Vedder)
10. Wasted (Reprise) – 0:53 (Eddie Vedder – Stone Gossard)
11. Army Reserve – 3:45 (Eddie Vedder, Damien Echols – Jeff Ament)
12. Come Back – 5:29 (Eddie Vedder – Mike McCready, Eddie Vedder)
13. Inside Job – 7:08 (Mike McCready – Mike McCready, Eddie Vedder)

## Kommerzieller Erfolg

### Chartplatzierungen
Das Album Pearl Jam verkaufte sich bis Juni 2006 in den USA 516.000 Mal, es stieg auf Platz 2 in die Billboard 200 ein. In Deutschland erreichte es Platz 4 der Charts.
| ChartsChartplatzierungen       | Höchstplatzierung | Wochen |
| ------------------------------ | ----------------- | ------ |
| Deutschland (GfK)              | 4 (8 Wo.)         | 8      |
| Österreich (Ö3)                | 3 (8 Wo.)         | 8      |
| Schweiz (IFPI)                 | 2 (9 Wo.)         | 9      |
| Vereinigte Staaten (Billboard) | 2 (17 Wo.)        | 17     |
| Vereinigtes Königreich (OCC)   | 5 (4 Wo.)         | 4      |

| ChartsJahrescharts (2006)      | Platzierung |
| ------------------------------ | ----------- |
| Vereinigte Staaten (Billboard) | 90          |

### Auszeichnungen für Musikverkäufe
| Land/Region                  | Auszeichnungen für Musikverkäufe (Land/Region, Auszeichnung, Verkäufe) | Verkäufe |
| ---------------------------- | ---------------------------------------------------------------------- | -------- |
| Australien (ARIA)            | Platin                                                                 | 70.000   |
| Brasilien (PMB)              | Gold                                                                   | 30.000   |
| Kanada (MC)                  | Platin                                                                 | 100.000  |
| Neuseeland (RMNZ)            | Platin                                                                 | 15.000   |
| Portugal (AFP)               | Gold                                                                   | 10.000   |
| Vereinigte Staaten (RIAA)    | Gold                                                                   | 500.000  |
| Vereinigtes Königreich (BPI) | Silber                                                                 | 60.000   |
| Insgesamt                    | 1× Silber · 3× Gold · 3× Platin ·                                      | 785.000  |

Hauptartikel: Pearl Jam/Auszeichnungen für Musikverkäufe